# Daisy Doodad's Dial
aisy Doodad's Dial er en britisk stumfilm fra 1914 af Florence Turner.